# 霍蘭 (紐約州普查規定居民點)
霍蘭（英語：Holland）是位於美國紐約州伊利縣的普查規定居民點。

## 人口
根據2020年美國人口普查的數據，霍蘭的面積為10.37平方千米，皆為陸地。當地共有人口1173人，而人口密度為每平方千米113.11人。